# Nehydriris
Nehydriris és un gènere monotípic d'arnes de la família Crambidae descrit per Eugene G. Munroe el 1974. Conté només una espècie, Nehydriris excellens, descrita pel mateix autor el mateix any, que es troba a Rio de Janeiro (Brasil).